# Jugosari
Jugosari is een bestuurslaag in het regentschap Lumajang van de provincie Oost-Java, Indonesië. Jugosari telt 3055 inwoners (volkstelling 2010).